# Northern Valley Yokuts
Northern Valley Yokuts.- Sjeverna grana Chauchila Yokuta u dolini rijeke San Joaquin u Kaliforniji, porodica Mariposan.  Losos i sakupljanje žira po hrastovim šumama bila su najznačajniji Sjevernim Chauchilama. Harpune i mreže na povlačenje koristili su prilikom ribolova u jesen i proljeće, u vrijeme mriještenja lososa. 

## Plemena
Swanton navodi 12 plemena:
- Pitkachi ili Pitkati (na južnoj strani rijeke San Joaquin), uključujući sela Kohuou (u blizini Herndona ili Sycamorea), Weshiu (na slagu) i Gawachiu (još dalje nizvodno).
- Wakichi (na južnoj strani rijeke San Joaquin iznad posljednje), uključujući selo Holowichniu (u blizini Millertona).
- Hoyima (na sjevernoj strani San Joaquina nasuprot Pitkachiju), uključujući sela K'eliutanau (na potoku koji ulazi u San Joaquin sa sjevera) i Moyoliu (iznad ušća Little Dry Creeka).
- Heuchi (na rijeci Fresno barem na njenoj sjevernoj strani), uključujući selo Ch'ekayu (na rijeci Fresno 4 milje ispod Madere).
- Chauchila ili Chaushila, ili Toholo (na nekoliko kanala rijeke Chauchilla), uključujući selo u Shehamniu (na rijeci Chowchilla očito na rubu ravnice nekoliko milja ispod Buchanana), i možda Halau (u blizini Berende), iako ovo može imati bio Heuchi.
- Nupchinche ili Noptinte (nije locirano).
- Tawalimnu (vjerojatno na rijeci Tuolumne).
- Lakisamni (možda o Takin rancheriji u Dents of Knights Ferry na rijeci Stanislaus).
- Siakumne (položaj nejasan).
- Hannesuk (položaj nesiguran).
- Coconoon (na rijeci Merced).
- Chulamni (oko Stocktona, njihov teritorij se proteže barem nekoliko milja niz San Joaquin i uz Calaveras, a možda i zapadno do planine Diablo), uključujući sela Yachik i Wana (oba blizu Stocktona).

## Vanjske poveznice
- The Yokuts